# Halimede
A Halimede (vagy Halimédesz) a Neptunusz egyik holdja, különlegessége, hogy az anyabolygó körüli keringési iránya retrográd mozgású, azaz a többi holddal ellentétes irányú. Matthew J. Holman és kutatócsoportja fedezte fel 2002. augusztus 14-én.
Pályája a második legnagyobb excentricitású a Neptunusz bolygóinak sorában. A Halimede átmérője közelítőleg 62 km (feltételezve, hogy albedója 0,04 körüli), és a látható fény hullámhossztartományában szürkének látszik. Színe nagyon hasonló a Neptunusz Nereida holdjához, ezért valószínűsíthető, hogy a Naprendszer történetének valamelyik korábbi szakaszában, ütközéses kiszakadással keletkezett, ilyen módon a Nereida töredéke.
Nevét - hasonlóan a Neptunusz sok más holdjához - az 50 nereida egyikéről kapta 2007. február 3-án. Használják még rá a Neptunusz IX. elnevezést. A névadás előtt az S/2002 N 1. ideiglenes sorozatszámmal azonosították.